# Daedalus Reef
Daedalus Reef är ett rev i Röda havet. Det ligger i Egypten på gränsen till Saudiarabien.  Det ligger i guvernementet Al-Bahr al-Ahmar, i den östra delen av landet, 700 km sydost om huvudstaden Kairo. Det finns inga samhällen i närheten. 